# Partido Vermelho
O Partido Vermelho (em bokmål: Rødt, em nynorsk: Raudt, em lapónico setentrional: Ruoksat, R) é um partido político da Noruega.
O partido foi fundado em 2007 através da fusão de dois partidos da extrema-esquerda: a Aliança Eleitoral Vermelha e o Partido Comunista dos Trabalhadores. Ideologicamente, tem sido descrito como de esquerda e de extrema-esquerda no espectro político. No seu programa político, o partido define a criação de uma sociedade sem classes como o seu objetivo final, que o partido diz ser "aquilo a que Karl Marx chamou comunismo". Os outros objetivos do partido são a substituição do capitalismo pelo socialismo, um setor público maior e a nacionalização de grandes empresas. Tem uma ideologia socialista revolucionária, que entregue o poder à classe operária e que crie novas legislaturas. No entanto, o partido não apoia a "revolução armada" violenta, tal como defendida pelos seus antecessores nos anos 70 e 80. Opõe-se fortemente a que a Noruega se torne membro da União Europeia.
O líder do partido, desde 2012, é Bjørnar Moxnes, que, desde 2017, é o deputado eleito no Storting, a primeira vez que um partido de estrema-esquerda conseguiu representação parlamentar desde 1993. Nas eleições de 2021, o partido alcançou o seu melhor resultado, adquirindo oito lugares no parlamento com 4.69% dos votos.

## Ideologia

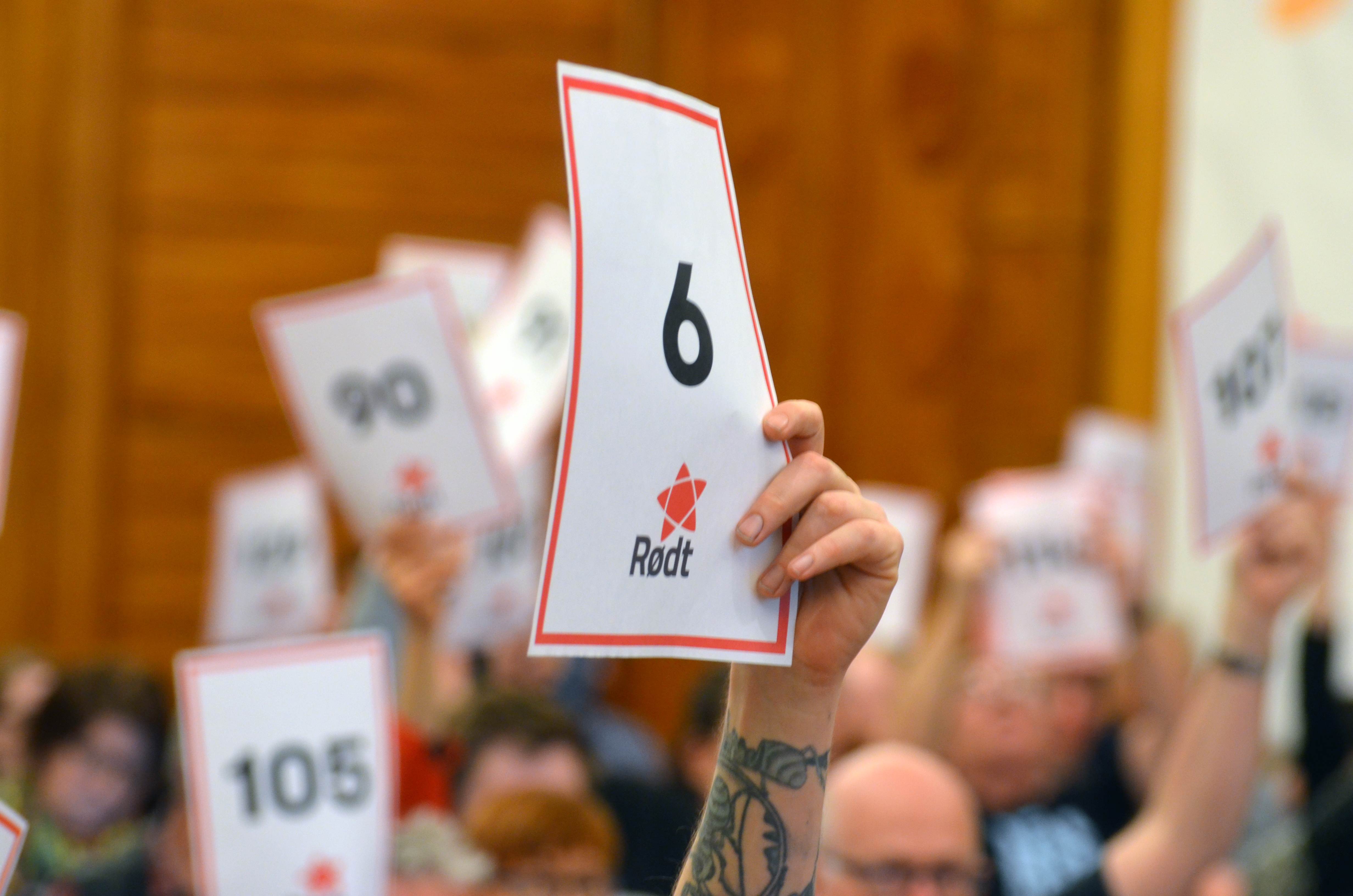
Votação durante a reunião nacional do partido no Centro de Conferências Artesanais em Oslo em 2017.

O Partido Vermelho quer substituir o capitalismo pelo socialismo através de uma "revolução democrática pacífica". Ao mesmo tempo, o partido enfatiza que não há apoio para uma revolução armada e que essa transição deve ocorrer pacificamente dentro de uma estrutura democrática, com o apoio da maioria da população. Isso também é chamado de "mudança qualitativa radical duradoura na sociedade". O partido tem várias facções internas, incluindo Trotskistas, Marxistas-Leninistas, e socialistas democráticos.
No programa de princípio, o partido declara que deseja uma sociedade mais democrática do que a atual, onde as principais decisões são tomadas em conjunto e todas as áreas importantes da sociedade estão sujeitas ao controlo democrático, incluindo a economia. O partido acredita que as principais linhas da economia devem ser estabelecidas por meio de processos de planeamento democrático. O partido afirma que o objetivo é uma sociedade sem classes, à qual o partido se refere como "o que Karl Marx chamou de comunismo".
O partido acredita que os mecanismos de mercado não podem resolver a questão climática e que a democracia deve garantir uma política ambiental sustentável. Em 2012, o partido publicou um plano do que eles acreditam que a Noruega deve fazer para reduzir as emissões de gases de efeito estufa e garantir uma indústria ambientalmente amigável. No plano, o partido propõe, entre outras coisas, reduzir a extração de petróleo norueguês, criar empregos verdes em energia renovável e indústria verde. O partido também quer reduzir o desenvolvimento das rodovias e se concentrar no transporte público, incluindo comboios eléctricos.
O partido declarado anticapitalista, baseando os seus princípios na economia socialista verde e apoiando o que eles mesmos chamam de democracia económica. O partido quer um estado social ampliado e um maior setor público para, entre outras coisas, evitar cortes no número de funcionários e garantir toda a assistência quando necessário. O partido acredita que o público deve ter controle sobre empresas importantes e defendendo, também, uma tributação progressiva forte.
Em termos de política social, o partido enfatiza a luta contra as diferenças sociais e a pobreza e defende políticas de valor para dar mais espaço a grupos minoritários. O partido escreveu um manifesto anti-racista que destaca os lados racistas da sociedade e divide o racismo em dois grupos principais: o racismo biológico, que divide as pessoas em raças biológicas, e o racismo cultural, em que uma lógica cultural ou religiosa substitui a lógica biológica, mas caso contrário, os argumentos são os mesmos. Para encontrar e impedir o racismo e o nazismo, o partido quer banir claramente partidos e grupos nazis.
No âmbito de política externa, o Partido Vermelho quer uma nova política externa baseada nos direitos humanos. O partido opõe-se à adesão norueguesa da NATO e, em 2014, pediu a Jens Stoltenberg que rejeitasse a oferta de se tornar o secretário geral da organização. O partido opõe-se, também, à participação norueguesa na guerra, vendo-se como o único partido defensor da paz e acredita que a Partido da Esquerda Socialista falhou como partido da paz.
O partido vê a União Europeia de forma negativa e justifica que a oposição da União não seja democrática e se baseie em princípios liberais de mercado. O partido tem uma estreita cooperação com os movimentos "Não à UE" e "Juventude contra a UE" e considera a possível adesão da Noruega como "um ataque aos direitos democráticos".
Os vermelhos não pertencem a uma nenhuma internacional partidária e, portanto, não possui nenhum partido irmão oficial no exterior, mas considera-se partido irmão do Syriza grego e da Aliança Vermelha e Verde dinamarquesa, com os quais eles têm uma forte cooperação e se identificam como um modelo quando se trata de apoiar. O partido organizou uma vigília pelo Partido Trabalhista britânico em apoio ao líder Jeremy Corbyn.
Depois de ter sido posta em causa a posição do partido sobre a democracia liberal em 2012, o líder do partido escreveu no jornal Aftenposten que "a liberdade de expressão, a liberdade de associação, eleições livres, a liberdade de imprensa e os tribunais independentes que garantem o Estado de direito para os indivíduos são fundamentais para uma sociedade socialista".

## Organização
Segundo dados de maio de 2019, o partido tinha cerca de 8000 membros. Em 31 dezembro 2022 possuía 14 215 filiados.
O órgão executivo do partido é o Comité Executivo Central, composto por 17 membros eleitos, além da liderança do partido. Altualmente, a liderança é composta pelo líder do partido Bjørnar Moxnes, as vice-líderes Marie Sneve Martinussen e Silje Josten Kjosbakken, a secretária-geral Benedikte Pryneid Hansen, o diretor profissional Markus Hansen, o gestor financeiro Finn Olav Rolijordet e o líder da juventude partidária Tobias Drevland Lund.
A ala jovem do partido é a Juventude Vermelha. O partido consiste em várias facções internas, incluindo trotskistas, marxistas-leninistas e socialistas democráticos.
O partido publica um jornal gratuito Rødt nytt e o jornal Gnist.

## Resultados eleitorais

### Eleições legislativas

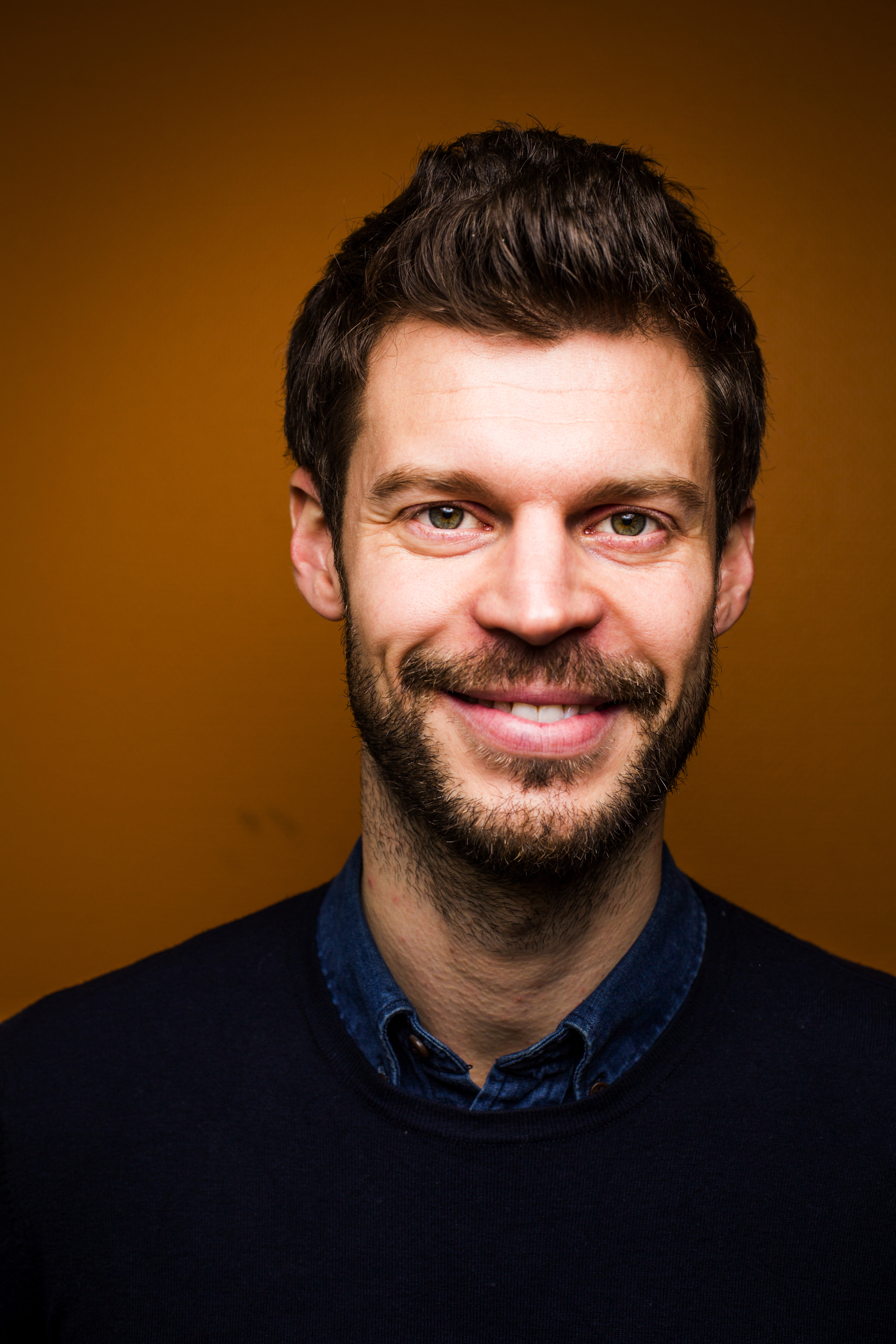
Bjørnar Moxnes, líder do Partido Vermelho desde 2012.

| Data | Líder          | CI. | Votos   | %             |      | Deputados | +/-     | Status            |
| ---- | -------------- | --- | ------- | ------------- | ---- | --------- | ------- | ----------------- |
| 2009 | Torstein Dahle | 8.º | 36 219  | 1,35 / 100,00 |      | 0 / 169   |         | Extra-parlamentar |
| 2013 | Bjørnar Moxnes | 9.º | 30 751  | 1,08 / 100,00 | 0,27 | 0 / 169   | Estável | Extra-parlamentar |
| 2017 | Bjørnar Moxnes | 9.º | 70 341  | 2,39 / 100,00 | 1,31 | 1 / 169   | 1       | Oposição          |
| 2021 | Bjørnar Moxnes | 6.º | 140 579 | 4,70 / 100,00 | 2,30 | 8 / 169   | 7       |                   |

## Líderes
- Torstein Dahle (2007–2010)
- Turid Thomassen (2010–2012)
- Bjørnar Moxnes (2012–)